# Bodong-E-Kloster
| Tibetische Bezeichnung                     |
| ------------------------------------------ |
| Tibetische Schrift: བོ་དོང་ཨེའི་དགོན་པ          |
| Wylie-Transliteration: bo dong e'i dgon pa |
| THDL-Transkription: Bodong Egönpa          |
| Chinesische Bezeichnung                    |
| Vereinfacht: 珀东埃寺; 博东艾寺            |
| Pinyin:Bodong Ai si; Bodong Ai si          |

Das Kloster Bodong E (tib. bo dong e) oder Bodong Gönpa wurde von Kadampa Geshe Mudra Chenpo (bka' dams pa dge bshes mu tra chen po) im Jahr 1049 gegründet. Es liegt im Regierungsbezirk Xigazê (Shigatse) des Autonomen Gebiets Tibet der Volksrepublik China.
Es war die Wirkungsstätte von Pang Lotsawa Lodrö Tenpa (dpang lo tsa ba blo gros brtan pa; 1276–1342) und Bodong Penchen Chogle Namgyel (1376–1451).